# ريوزو هيراكي
ريوزو هيراكي (8 أكتوبر 1931 - 2 يناير 2009) هو لاعب كرة قدم ياباني ومدير فني. وكان جزء من الفريق الوطني الياباني لعام 1956 في دورة الألعاب الاولمبية الصيفية بمسابقة كرة القدم في ملبورن و دورة الألعاب الاولمبية الصيفية 1964 في طوكيو.

## روابط خارجية
1. ↑  "معلومات عن ريوزو هيراكي على موقع sports-reference.com". sports-reference.com. مؤرشف من الأصل في 2017-08-31.
2. ↑  "معلومات عن ريوزو هيراكي على موقع olympic.org". olympic.org. مؤرشف من الأصل في 2019-08-16.
3. ↑  "معلومات عن ريوزو هيراكي على موقع data.j-league.or.jp". data.j-league.or.jp. مؤرشف من الأصل في 2017-08-31.

- Ryuzo Hiraki's obituary
- ريوزو هيراكي على موقع الاتحاد الدولي (مؤرشف)  (الإنجليزية)
- ريوزو هيراكي على موقع ناشيونال فوتبول تيمز (الإنجليزية)
- ريوزو هيراكي على موقع عالم كرة القدم.نت (الإنجليزية)
- ريوزو هيراكي على موقع اللجنة الأولمبية الدولية (الإنجليزية)
- ريوزو هيراكي على موقع أوليمبيديا (الإنجليزية)